# I Will Follow
"I Will Follow" je singl koja simbolizira album Boy irskog sastava U2.
Singl "I Will Follow" izlazi u listopadu 1980., te postaje, u to vrijeme, najprepoznatljivija pjesma U2, izvođena u svim nastupima uživo i jedina koja je ostala dio repertoara koncertnih nastupa kroz sve nadolazeće turneje. "I Will Follow" je i prvi video-spot sastava U2. 
Pjesmu je napisao Bono nakon tragične majčine smrti koja je umrla od posljedica moždanog udara nekoliko dana nakon očeva pogreba i otprilike tri tjedna prije no što su U2 ušli u studio snimati album Boy. Bono je rekao da je pjesma ustvari majčin pogled na bezuvjetnu ljubav prema vlastitu djetetu.